# Masha Slamovich
Ann Khozine (en russe : Анна Хозина,  Anna Khozina) (née le 18 juin 1998 à Moscou) est une catcheuse (lutteuse professionnelle) russo-américaine . Elle travaille à la Total Nonstop Action Wrestling, sous le nom de Masha Slamovich.
Elle commence sa carrière en 2016 d'abord au Japon puis dans des petites fédérations de catch américaine. Elle rejoint Impact Wrestling à l'automne 2021. Au sein de cette fédération, elle remporte le championnat du monde par équipes des Knockouts  à deux reprises avec Killer Kelly puis avec Alisha Edwards.

## Biographie

### Jeunesse
Ann Khozine est née en 1998 à Moscou, et possède la double nationalité américaine et russe. Elle grandit à New York dans le quartier du Queens. Après le lycée, elle obtient un diplôme en criminologie dans une université.

### Débuts et circuit indépendant (2016-...)
Ann Khozine s'entraîne dans une école de catch de Brooklyn auprès de Johnny Rodz (en) en 2014,. En 2016, des recruteurs de fédérations de catch japonaises viennent à New York et ils invitent Khozine à participer à des spectacles de catch là-bas. Elle fait ses débuts en 2016 au Japon sous le nom de ring de Skinripper. Á son retour aux États-Unis, elle lutte dans diverses fédérations du Nord-Est du pays ainsi qu'au Canada sous le nom de Masha Slamovich. Au début de l'année 2017, elle se blesse et reste loin des rings pendant toute l'année.
Au début de l'année 2020, elle est au Japon pour faire un bref passage à la Marvelous That's Women Pro Wrestling (en) et s'entraîner avec Chigusa Nagayo (en), une célèbre catcheuse des années 1980. La pandémie de Covid 19 change ses plans et elle reste au pays du Soleil levant pendant un an,.
À son retour du Japon, elle commence à apparaître dans d'autres petites fédérations de catch américaines. Elle apparaît aussi à la National Wrestling Alliance le 28 août 2021 durant NWA EmPOWERRR. Ce jour-là, elle participe au Women's Invitational Cup Match où elle élimine Jamie Senegal puis Kiera Hogan avant de se faire sortir par Tootie Lynn.
Elle se met aussi à lutter dans des matchs de catch hardcore ainsi que dans des matchs intergenre. Elle remporte notamment le championnat du monde de la Game Changer Wrestling (en) le 17 mars 2023 après sa victoire sur Nick Gage.

### westside Xtreme wrestling(2022-2023)
À l'automne 2022, elle est en Allemagne à la westside Xtreme wrestling (wXw). Le 1er octobre, elle participe au tournoi Femmes Fatales où elle se hisse en finale en éliminant Anastasia Bardot puis Ava Everett (en) avant d'échouer face à Aliss Ink. Deux jours plus tard, elle valide sa participation au 16 Carat Gold Tournament en 2023 en battant Killer Kelly.
Le 10 mars 2023, le 16 Carat Gold Tournament de la wXw commence. Slamovich élimine Fuminori Abe (en) avant de se faire sortir en quart de finale le lendemain par Axel Tischer,. Le 11 novembre, elle bat Ava Everett dans un Last Woman Standing match et devient championne du monde féminine de la wXw. À la fin de ce spectacle, Robert Dreissker qui est le champion du monde unifié de la wXw provoque Slamovich en disant que le championnat du monde féminin manque à son palmarès. Slamovich défie  Dreissker dans un match d'unification le 23 décembre à wXw 23rd Anniversary. Le 23 décembre, elle ne parvient pas à battre par ce dernier.

### Impact Wrestling / Total Nonstop Action Wrestling(2019-...)
Masha Slamovich apparaît pour la première fois à Impact Wrestling le 14 juin 2019 dans l'émission éponyme où elle perd rapidement un match face à Havok.
Le 9 octobre 2021, lors de Knockouts Knockdown, elle se fait éliminer au premier tour du tournoi pour désigner la challenger pour le championnat féminin des Knockouts face à Deonna Purrazzo. Après le match, Gail Kim vient la féliciter pour sa prestation. Quelques jours plus tard, Impact Wrestling annonce la signature d'un contrat avec Slamovich.
En 2022, elle entame une série de victoires. Le 25 août Gail Kim annonce que Slamovich va affronter Deonna Purrazzo la semaine suivante dans un match pour désigner celle qui va affronter Jordynne Grace dans un match pour le championnat féminin des Knockouts. Le 1er septembre, Slamovich l'emporte sur Purrazzo et obtient son match de championnat à Bound for Glory. Le 7 octobre, la série de victoire de Slamovich prend fin mais elle vient de prouver qu'elle est une des meilleures catcheuse de cette fédération,. Le 10 novembre, Slamovich vient attaquer Grace en lui donnant un coup de chaise dans le dos après une défense de championnat. Après cela, Impact Wrestling annonce que ces deux catcheuses vont s'affronter le 18 novembre à Impact Over Drive dans un Last Knockout Standing match. À Impact Over Drive, Slamovich ne parvient toujours pas à vaincre Grace.
Le 13 janvier 2023 à Hard to Kill, elle remporte un match à quatre face à Deonna Purrazzo, Taylor Wilde et Killer Kelly dans un match pour désigner la nouvelle challenger pour le championnat féminin des Knockouts. Le même soir, ce championnat change de main et Mickie James en est la nouvelle détentrice. Le 24 février à No Surrender, elle ne parvient pas à vaincre James.

## Palmarès
- AAW: Professional Wrestling Redefined
  - 1 fois championne féminine de l'AAW[27]
- Atomic Legacy Wrestling (ALW)
  - 1 fois championne hardcore de l'ALW[28]
- Combat Fights Unlimited (CFU)
  - 1 fois championne incontesté de la CFU[29]
- Expect The Unexpected Wrestling (ETU)
  - 1 fois championne Key to the East de l'ETU[30]
- FIGHT LIFE Pro Wrestling (FL)
  - 1 fois championne du monde de la FL[31]
- Game Changer Wrestling (en) (GCW)
  - 1 fois championne du monde de la GCW[32]
  - 1 fois championne de la JCW[d] (actuelle)[33]

- Global Syndicate Wrestling (GSW)
  - 1 fois championne du monde féminine de la GSW[34]
  - 1 fois championne Soul of Syndicate de la GSW[35]
- International Wrestling Syndicate (en) (IWS)
  - 1 fois championne féminine de l'IWS [36]
- Total Nonstop Action Wrestling (TNA Wrestling)
  - 3 fois championne du monde par équipes des Knockouts, 2 règnes avec Killer Kelly puis avec Alisha Edwards[37]
  - 1 fois championne du monde des Knockouts (actuelle)[38]
- Top Talent Wrestling
  - 1 fois championne Top Talent[39]

- Victory Pro Wrestling (VPW)
  - 1 fois championne féminine de la VPW[40]
- West Coast Pro Wrestling
  - 1 fois championne féminine de la West Coast Pro Wrestling[41]
- westside Xtreme wrestling (wXw)
  - 1 fois championne du monde féminine de la wXw[42]

## Récompenses des magazines
- Pro Wrestling Illustrated

| Année | 2021 | 2022 | 2023 | 2024 |
| ----- | ---- | ---- | ---- | ---- |
| Rang  | 29   | 14   | 13   | 15   |

| Année | 2021 | 2022 | 2023 | 2024 |
| ----- | ---- | ---- | ---- | ---- |
| Rang  | 420  | 110  | 15   | 118  |